# SN 2008ic
SN 2008ic – supernowa typu II odkryta 24 listopada 2008 roku w galaktyce A123026+4136. W momencie odkrycia miała maksymalną jasność 19,60m.